# Liste von Ensemblemitgliedern der Hamburgischen Staatsoper
Die Liste von Ensemblemitgliedern der Hamburgischen Staatsoper enthält Opernsänger und -sängerinnen, die an der Hamburgischen Staatsoper fest im Solistenensemble engagiert wurden.

## Ensemblemitglieder
| Name                  | Lebensdaten | Stimmlage   | Von       | Bis           | Spielzeiten | Bemerkungen                                                                 |
| --------------------- | ----------- | ----------- | --------- | ------------- | ----------- | --------------------------------------------------------------------------- |
| Martina Wulf          | 1907–1982   | Sopran      | 1929      | 1953          | 24          | Kammersängerin                                                              |
| Helga Pilarczyk       | 1925–2011   | Sopran      | 1954/55   | 1966/67       | 12          | Kammersängerin                                                              |
| Mattiwilda Dobbs      | 1925–2015   | Sopran      | 1961/62   | 1962/63       | 2           |                                                                             |
| Ursula Boese          | 1928–2016   | Alt         | 1960      | 1993          | 32          |                                                                             |
| Hellen Kwon           | * 1961      | Sopran      | 1987      | heute         | 38          | 2011 Hamburger Kammersängerin                                               |
| Ha Young Lee          | * 1975      | Sopran      | 2005      | 2018          | 13          |                                                                             |
| Katerina Tretyakova   | * 1980      | Sopran      | 2010      | 2016          | 6           |                                                                             |
| Mirjam Tola           |             | Sopran      | 2010      | 2012          | 2           |                                                                             |
| Renate Spingler       | *1959       | Mezzosopran | 1986      | heute         | 39          | 2017 Hamburger KS                                                           |
| Gabriele Rossmanith   | * 1956      | sopran      | 1988      | 2022          | 34          | 2011 Hamburger Kammersängerin                                               |
| Katja Pieweck         | *1968       | Mezzosopran | 1999      | heute         | 26          | Vorher Opernstudio                                                          |
| Ann-Beth Solvang      | 1981        | Mezzosopran | 2008/2009 | 2010/2011     | 2           | Vorher Opernstudio                                                          |
| Cristina Damian       | * 1977      | Mezzosopran | 2008      | 2015          | 17          |                                                                             |
| Maria Markina         | * 1981      | Mezzosopran | 2010      | 2015          | 15          |                                                                             |
| Rebecca Jo Loeb       |             | Mezzosopran | 2011      | 2015          | 4           |                                                                             |
| Sabine Kalter         | 1889–1957   | Alt         | 1913      | 1935          | 22          | Von den Nazis aufgrund ihrer jüdischen Herkunft in die Emigration getrieben |
| Maria von Ilosvay     | 1913–1987   | Alt         | 1940      | 1972          | 32          |                                                                             |
| Heinz Hoppe           | 1924–1993   | Tenor       | 1956/57   |               |             | 1962 Hamburger Kammersänger                                                 |
| Hans Beirer           | 1911–1993   | Tenor       | 1958/59   | 1970/71       | 13          |                                                                             |
| Peter Galliard        | * 1961      | Tenor       | 1986      | heute         | 39          | 2017 Hamburger KS.                                                          |
| Jürgen Sacher         | * 1960      | Tenor       | 1991      | heute         | 34          | 2017 Hamburger KS.                                                          |
| Dovlet Nurgeldiyev    | 1978        | Tenor       | 2010      | heute         | 15          | Vorher Opernstudio                                                          |
| Mathieu Ahlersmeyer   | 1896–1979   | Bariton     | 1931 1946 | 1934 vor 1973 |             | Zwei Engagements                                                            |
| Lawrence Winters      | 1915–1965   | Bariton     | 1961/62   | 1965/66       | 5           |                                                                             |
| Franz Grundheber      | * 1937      | Bariton     | 1966      | 1988          | 22          | 1986 Hamburger Kammersänger                                                 |
| Kay Stiefermann       | * 1972      | Bariton     | 1999/00   | 2001/02       | 2           | Vorher Opernstudio                                                          |
| George Petean         | * 1975      | Bariton     | 2002/03   | 2009/10       | 8           |                                                                             |
| Jan Buchwald          | 1974–2019   | Bariton     | 2002      | 2015          | 13          | Vorher Opernstudio                                                          |
| Moritz Gogg           | * 1974      | Bariton     | 2003      | 2015          | 12          | Vorher Opernstudio                                                          |
| Viktor Rud            | * 1981      | Bariton     | 2009      | ?             |             |                                                                             |
| Lauri Vasar           | * 1970      | Bariton     | 2009      | 2015          | 16          |                                                                             |
| Hans Hotter           | 1909–2003   | Bassbariton | 1934      | 1937          |             |                                                                             |
| Toni Blankenheim      | 1921–2012   | Bassbariton | 1950      | 1997          | 47          |                                                                             |
| Harald Stamm          | * 1938      | Bass        | 1973      | 2009          | 36          | 1988 Hamburger Kammersänger                                                 |
| Alexander Tsymbalyuk  | * 1976      | Bass        | 2003      | 2012          | 9           | Vorher Opernstudio                                                          |
| Tigran Martirossian   | * 1970      | Bass        | 2005      | heute         | 20          |                                                                             |
| Wilhelm Schwinghammer | * 1977      | Bass        | 2006      | ?             |             | Vorher Opernstudio                                                          |
| Diogenes Randes       |             | Bass        | 2008      | 2011          | 3           | Ging anschließend zur Staatsoper München                                    |
| Jong-Min Park         | * 1986      | Bass        | 2010      | 2013          | 3           |                                                                             |
| Adrian Sâmpetrean     | * 1983      | Bass        | 2011      | 2013          | 2           |                                                                             |
| Iulia Maria Dan       | * 1987      | Sopran      | 2015      | ?             |             |                                                                             |